# Хільберто Мартінес
Хільберто Мартінес Відаль (ісп. Gilberto Martínez Vidal, нар. 1 жовтня 1979, Гольфіто, Коста-Рика) — костариканський футболіст, захисник клубу «Аудаче Чериньйола».
Виступав, зокрема, за клуби «Сапрісса» та «Брешія», а також національну збірну Коста-Рики.
Володар Кубка Італії.

## Клубна кар'єра
Вихованець футбольної школи клубу «Сапрісса». Дорослу футбольну кар'єру розпочав 1997 року в основній команді того ж клубу, в якій провів п'ять сезонів, взявши участь у 68 матчах чемпіонату.
Своєю грою за цю команду привернув увагу представників тренерського штабу клубу «Брешія», до складу якого приєднався 2002 року. Відіграв за клуб з Брешії наступні чотири сезони своєї ігрової кар'єри. Більшість часу, проведеного у складі «Брешії», був основним гравцем захисту команди.
Протягом 2006—2007 років на правах оренди захищав кольори команди клубу «Рома». За цей час виборов титул володаря Кубка Італії.
2007 року повернувся до клубу «Брешія». Цього разу провів у складі його команди чотири сезони.
Згодом з 2011 по 2016 рік грав у складі команд клубів «Сампдорія» (за орендною угодою), «Брешія», «Лечче», «Монца» та «Нардо».
З 2016 року виступає за інший італійський нижчоліговий клуб «Аудаче Чериньйола».

## Виступи за збірні
1999 року залучався до складу молодіжної збірної Коста-Рики. На молодіжному рівні зіграв у 4 офіційних матчах.
2001 року дебютував в офіційних матчах у складі національної збірної Коста-Рики. Протягом кар'єри у національній команді, яка тривала 9 років, провів у формі головної команди країни 60 матчів.
У складі збірної був учасником розіграшу Кубка Америки 2001 року в Колумбії, чемпіонату світу 2002 року в Японії і Південній Кореї, розіграшу Золотого кубка КОНКАКАФ 2002 року в США, де разом з командою здобув «срібло», розіграшу Золотого кубка КОНКАКАФ 2003 року в США та Мексиці, чемпіонату світу 2006 року в Німеччині.

## Статистика виступів

### Статистика клубних виступів
| Сезон                | Команда              | Чемпіонат            | Чемпіонат | Чемпіонат | Coppa nazionale | Coppa nazionale | Coppa nazionale | Континентальні кубки | Континентальні кубки | Континентальні кубки | Інші змагання | Інші змагання | Інші змагання | Усього | Усього |
| Сезон                | Команда              | Ліга                 | Ігор      | Голів     | Ліга            | Ігор            | Голів           | Ліга                 | Ігор                 | Голів                | Ліга          | Ігор          | Голів         | Ігор   | Голів  |
| -------------------- | -------------------- | -------------------- | --------- | --------- | --------------- | --------------- | --------------- | -------------------- | -------------------- | -------------------- | ------------- | ------------- | ------------- | ------ | ------ |
| 1999–00              | «Сапрісса»           | ПД                   | 11        | 0         | -               | -               | -               | -                    | -                    | -                    | -             | -             | -             | 11     | 0      |
| 2000–01              | «Сапрісса»           | ПД                   | 26        | 0         | -               | -               | -               | -                    | -                    | -                    | -             | -             | -             | 26     | 0      |
| 2001–02              | «Сапрісса»           | ПД                   | 31        | 0         | -               | -               | -               | -                    | -                    | -                    | -             | -             | -             | 31     | 0      |
| Усього за «Сапріссу» | Усього за «Сапріссу» | Усього за «Сапріссу» | 68        | 0         |                 | -               | -               |                      | -                    | -                    |               | -             | -             | 68     | 0      |
| 2002–03              | «Брешія»             | A                    | 34        | 0         | КІ              | 1               | 0               | -                    | -                    | -                    | -             | -             | -             | 35     | 0      |
| 2003–04              | «Брешія»             | A                    | 30        | 0         | КІ              | 1               | 0               | I                    | 0                    | 0                    | -             | -             | -             | 31     | 0      |
| 2004–05              | «Брешія»             | A                    | 33        | 1         | КІ              | 2               | 0               | -                    | -                    | -                    | -             | -             | -             | 35     | 1      |
| 2005–06              | «Брешія»             | B                    | 35        | 0         | КІ              | 5               | 0               | -                    | -                    | -                    | -             | -             | -             | 40     | 0      |
| 2006–07              | «Рома»               | A                    | 0         | 0         | КІ              | 0               | 0               | ЛЧ                   | 0                    | 0                    | -             | -             | -             | 0      | 0      |
| 2007–08              | «Брешія»             | B                    | 0         | 0         | КІ              | 0               | 0               | -                    | -                    | -                    | -             | -             | -             | 0      | 0      |
| 2008–09              | «Брешія»             | B                    | 30+1      | 0         | КІ              | 1               | 0               | -                    | -                    | -                    | -             | -             | -             | 32     | 0      |
| 2009–10              | «Брешія»             | B                    | 14+4      | 0         | КІ              | 0               | 0               | -                    | -                    | -                    | -             | -             | -             | 18     | 0      |
| 2010-січ. 2011       | «Брешія»             | A                    | 19        | 0         | КІ              | 0               | 0               | -                    | -                    | -                    | -             | -             | -             | 19     | 0      |
| січ.-лип. 2011       | «Сампдорія»          | A                    | 9         | 0         | КІ              | 0               | 0               | -                    | -                    | -                    | -             | -             | -             | 9      | 0      |
| 2011–12              | «Брешія»             | B                    | 23        | 0         | КІ              | 0               | 0               | -                    | -                    | -                    | -             | -             | -             | 23     | 0      |
| Усього за «Брешію»   | Усього за «Брешію»   | Усього за «Брешію»   | 213+5     | 1         |                 | 10              | 0               |                      | 0                    | 0                    |               | -             | -             | 228    | 1      |
| січ.-лип. 2013]]     | «Лечче»              | 1Д                   | 9+3       | 0         | КІ+ЛП           | 0               | 0               | -                    | -                    | -                    | -             | -             | -             | 12     | 0      |
| 2013–14              | «Лечче»              | 1Д                   | 22+3      | 0         | КІ+ЛП           | 0               | 0               | -                    | -                    | -                    | -             | -             | -             | 25     | 0      |
| 2014-січ. 2015       | «Лечче»              | ЛП                   | 18        | 0         | КІ+ЛП           | 0               | 0               | -                    | -                    | -                    | -             | -             | -             | 18     | 0      |
| Усього за «Лечче»    | Усього за «Лечче»    | Усього за «Лечче»    | 49+6      | 0         |                 | 0               | 0               |                      | -                    | -                    |               | -             | -             | 55     | 0      |
| січ.-лип. 2015       | «Монца»              | ЛП                   | 13+2      | 0         | КІ+ЛП           | -               | -               | -                    | -                    | -                    | -             | -             | -             | 15     | 0      |
| 2015-2016            | «Нардо»              | Серія Д              | 19        | 0         | КІ+ЛД           | 0               | 0               | -                    | -                    | -                    | -             | -             | -             | 19     | 0      |
| Усього за кар'єру    | Усього за кар'єру    | Усього за кар'єру    | 378+11    | 1         |                 | 10              | 0               |                      | 0                    | 0                    |               | -             | -             | 399    | 1      |

## Досягнення
- Срібний призер Золотого кубка КОНКАКАФ: 2002
- Володар Кубка Італії:

«Рома»: 2006–2007